# Le Sanatorium au croque-mort
Le Sanatorium au croque-mort (en polonais : Sanatorium pod Klepsydrą) est le deuxième et ultime recueil de nouvelles de Bruno Schulz, paru en 1937.

## Structure et style
Il s'agit d'une suite d'épisodes de l'enfance du narrateur, puis de quelques épisodes de sa vieillesse, progressant chronologiquement. Le narrateur évoque des activités quotidiennes ou des personnages familiers, généralement familiaux, et les transforme selon son imagination en des acteurs du merveilleux, usant de métaphores expressives et baroques (« Je me nourris de métaphores », écrit-il dans « La Solitude »), personnifications continuelles des objets et des animaux, péripéties invraisemblables (processus pour remonter dans le temps, envols fréquents des personnages, surtout à la fin des épisodes...). De manière onirique et dans une ambiance de sourde étrangeté, Bruno Schulz, attiré et « intimidé par l'immensité du transcendant », entraîne le lecteur dans les « voies parallèles du temps ».
Schulz semble plonger à la source même des rêves, mais son inspiration provient moins de la psychanalyse que de sources hébraïques et du sentiment diffus de la multiplicité des mondes, et des métamorphoses. Le monde de Schulz est hanté de figures entre la vie et la mort, comme si la mort était suspendue, ce que Mathilde Girard évoque en parlant d'une « mort impossible nécessaire, mais sans cesse interrompue, suspendue dans une zone où l'animalité frôle le monde des spectres. Les métamorphoses apparaissent ici comme les ultimes soubresauts de vivants s'essayant à la mort, ou de morts renouvelant l'expérience de la mort impossible ».

## Résumé
Le narrateur enfant est à la recherche du « Livre authentique » qui lui expliquera la vérité. Il le découvre successivement dans une vieille page d'almanach, puis dans l'album de timbres d'un camarade nommé Rodolphe, dont chaque vignette le transporte dans des horizons géographiques, atmosphériques et spirituels nouveaux. Il affronte le timbre de François-Joseph, symbole du prosaïsme, courtise une petite fille, Bianca, avec qui il vit des expériences oniriques, sans doute imaginaires puisqu'elle le délaisse pour Rodolphe, et prévoit des événements apocalyptiques par toutes sortes d'indices, bribes de paroles, timbres, météo... Il commande une armée de personnages historiques en cire et devant l'échec de ses espérances, se suicide, en vain.
La suite du récit est plus discontinue ; on quitte les fantasmes de l'enfant pour s'attarder sur quelques scènes : les nuits extatiques et porteuses de folie, la substance secrète des saisons, le père devenant sapeur-pompier et se transformant en héros, le père vieillissant dans un sanatorium après sa mort, un voisin handicapé, le narrateur à 60 ans (« Le Retraité ») redevenant enfant à l'école, sans cesser d'être vieux, le père se réincarnant en écrevisse, à la manière des métamorphoses de Kafka, qui apparaissent à plusieurs reprises dans le recueil (outre celle du père dans la dernière nouvelle, intitulée « La dernière fuite de mon père », le père encore transformé en grosse mouche dans « La morte-saison », l'homme-chien dans « Le sanatorium au croque-mort »). Cet homme-chien, noir, « véritable monstre de sauvagerie », que le narrateur finit par apprivoiser, puis abandonne dans la chambre glaciale du sanatorium, représente la terreur devant le meurtre du père, mais aussi l'image d'une extension du réel, englobant tous les possibles et ses métamorphoses.
Dans cette traversée du réel, Schulz mêle un fantastique du quotidien et l'évocation du monde sensible en sa plus fine présence, grâce à une « mise en cause narrative, poétique et métaphysique de la machinerie du temps. » Cette « dislocation du temps » est particulièrement évidente dans la nouvelle éponyme du recueil (dont le titre polonais est Le Sanatorium sous la clepsydre), dans laquelle le père, entre vie et mort, échoue dans un sanatorium dont le directeur soigne les patients en les plaçant dans une dimension parallèle du temps, où ils vivent des mondes contradictoires et simultanés.